# 루 (2022년 영화)
《루》(영어: Lou)는 미국에서 제작된 아나 푀르스터 감독의 2022년 범죄 스릴러 영화이다.

## 출연진
- 앨리슨 재니 - 루 역
- 저니 스몰렛 - 해나 도슨 역
- 로건 마셜그린 - 필립 역
- 맷 크레이븐 - 랭킨 보안관 역
- 그레이스턴 홀트 - 크리스 역
- 토비 레빈스 - 햄프턴 요원 역
- 마시 T. 하우스 - 리 요원 역